# Gouzeaucourt
Gouzeaucourt – miejscowość i gmina we Francji, w regionie Hauts-de-France, w departamencie Nord.
Według danych na rok 1990 gminę zamieszkiwało 1377 osób, a gęstość zaludnienia wynosiła 114 osób/km² (wśród 1549 gmin regionu Nord-Pas-de-Calais Gouzeaucourt plasuje się na 461. miejscu pod względem liczby ludności, natomiast pod względem powierzchni na miejscu 218.).